# Penelope ortoni
O jacu-de-orton (Penelope ortoni) é um cracídeo encontrado na Colômbia e Equador.